# یوناوا
یوناوا (به لاتین: Jonava) شهری در لیتوانی با جمعیت ۳۴٬۵۲۸ نفر است که در شهرستان کاوناس واقع شده‌است.

## نگارخانه

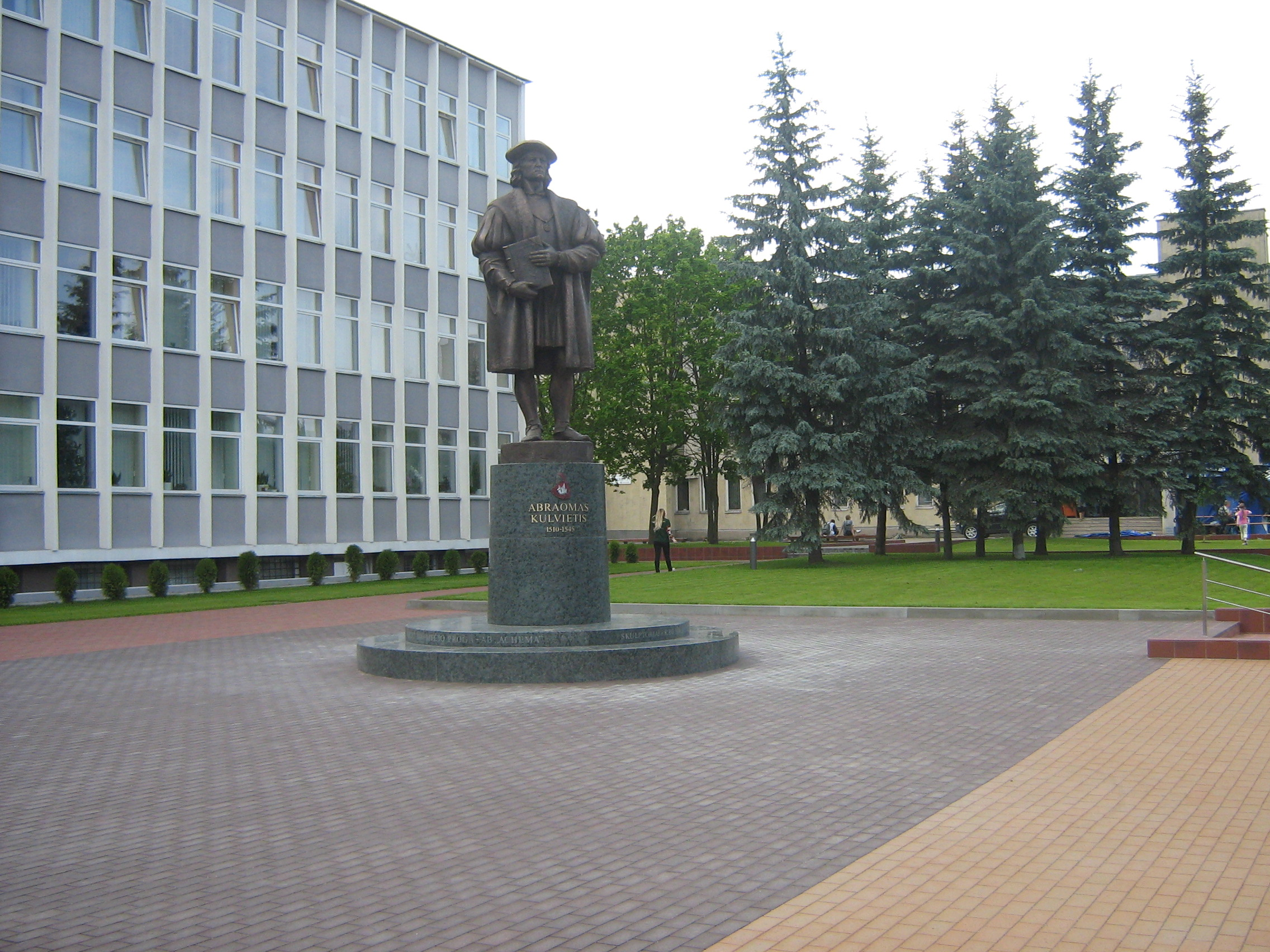
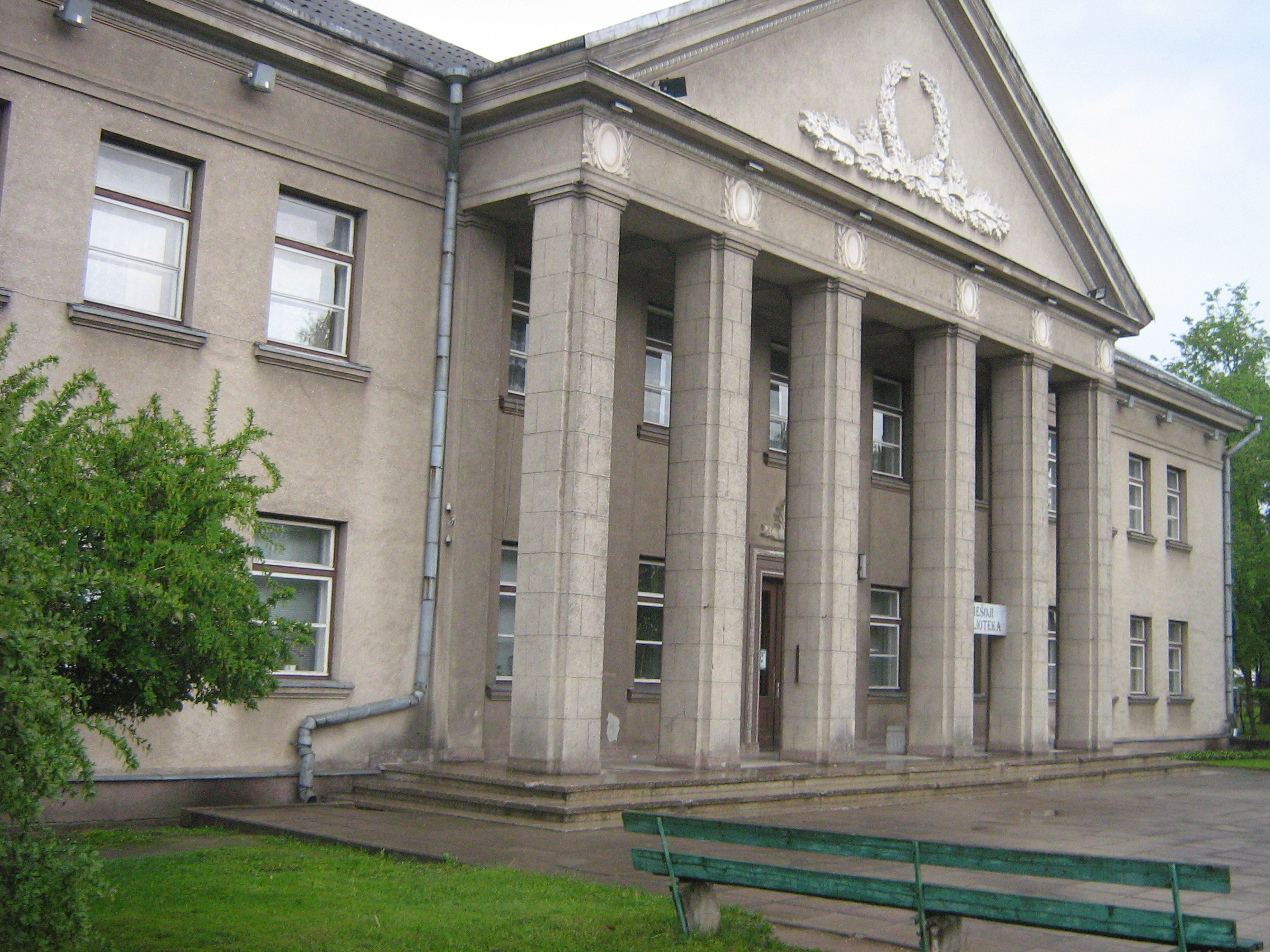
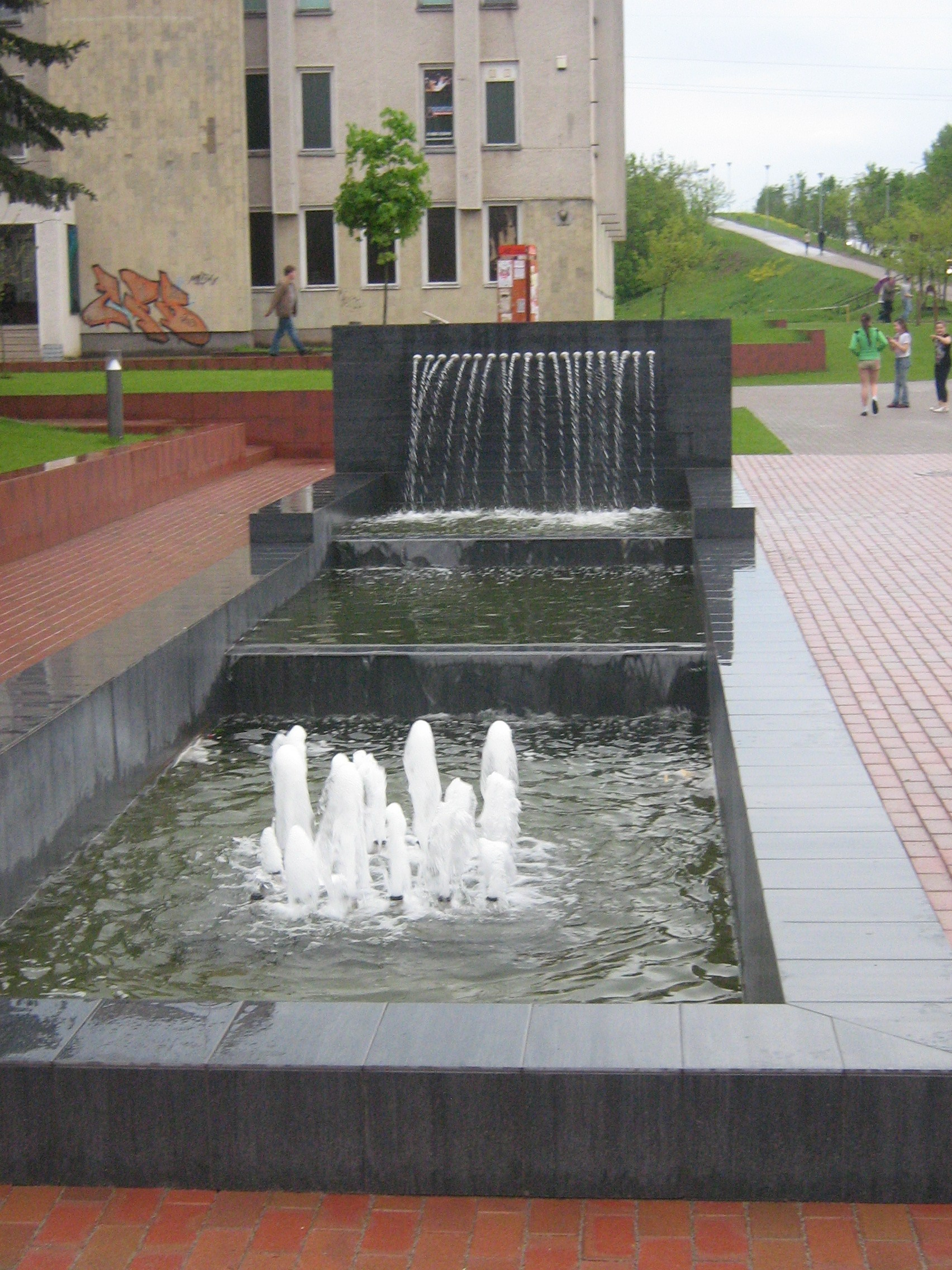
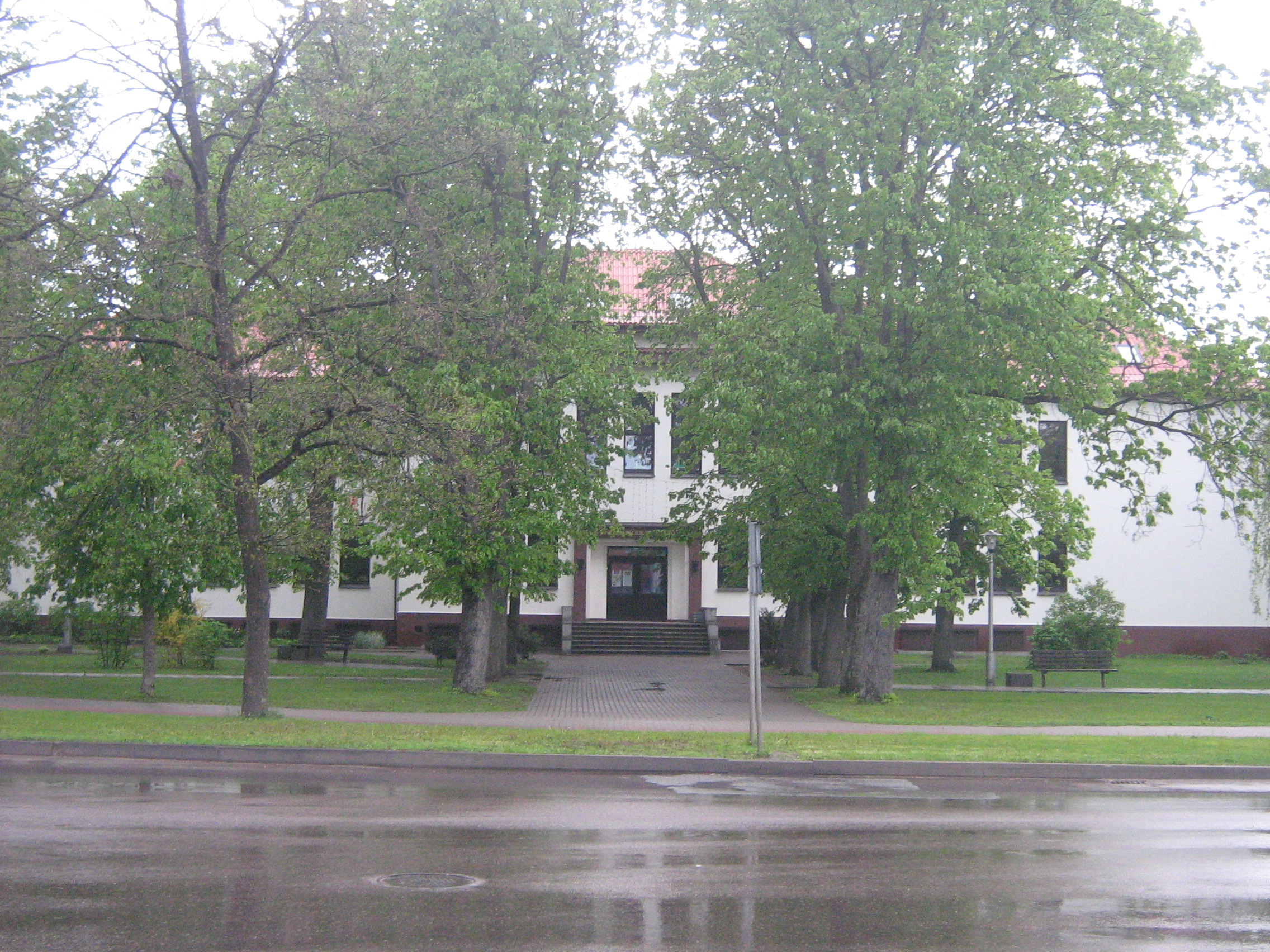
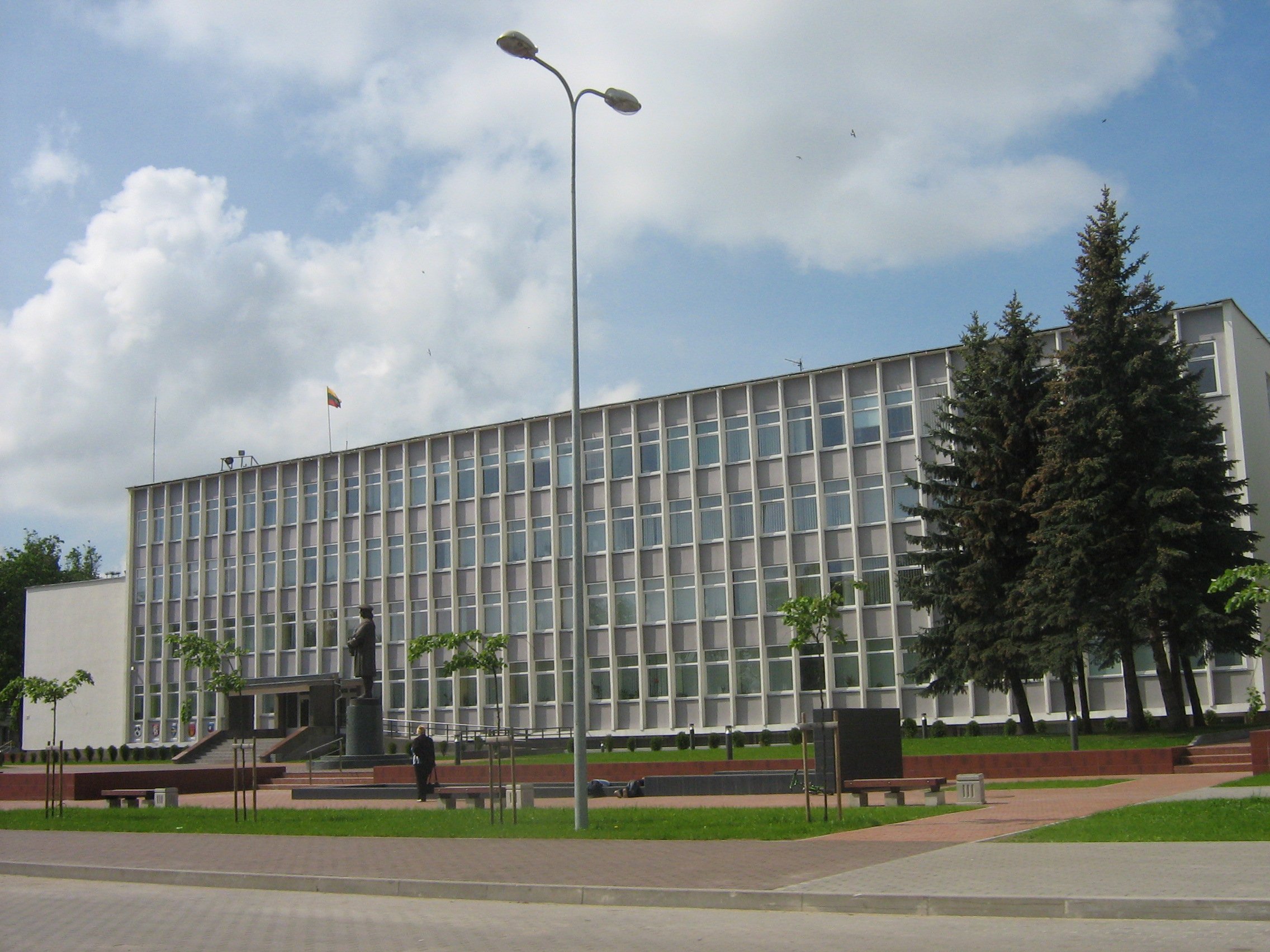
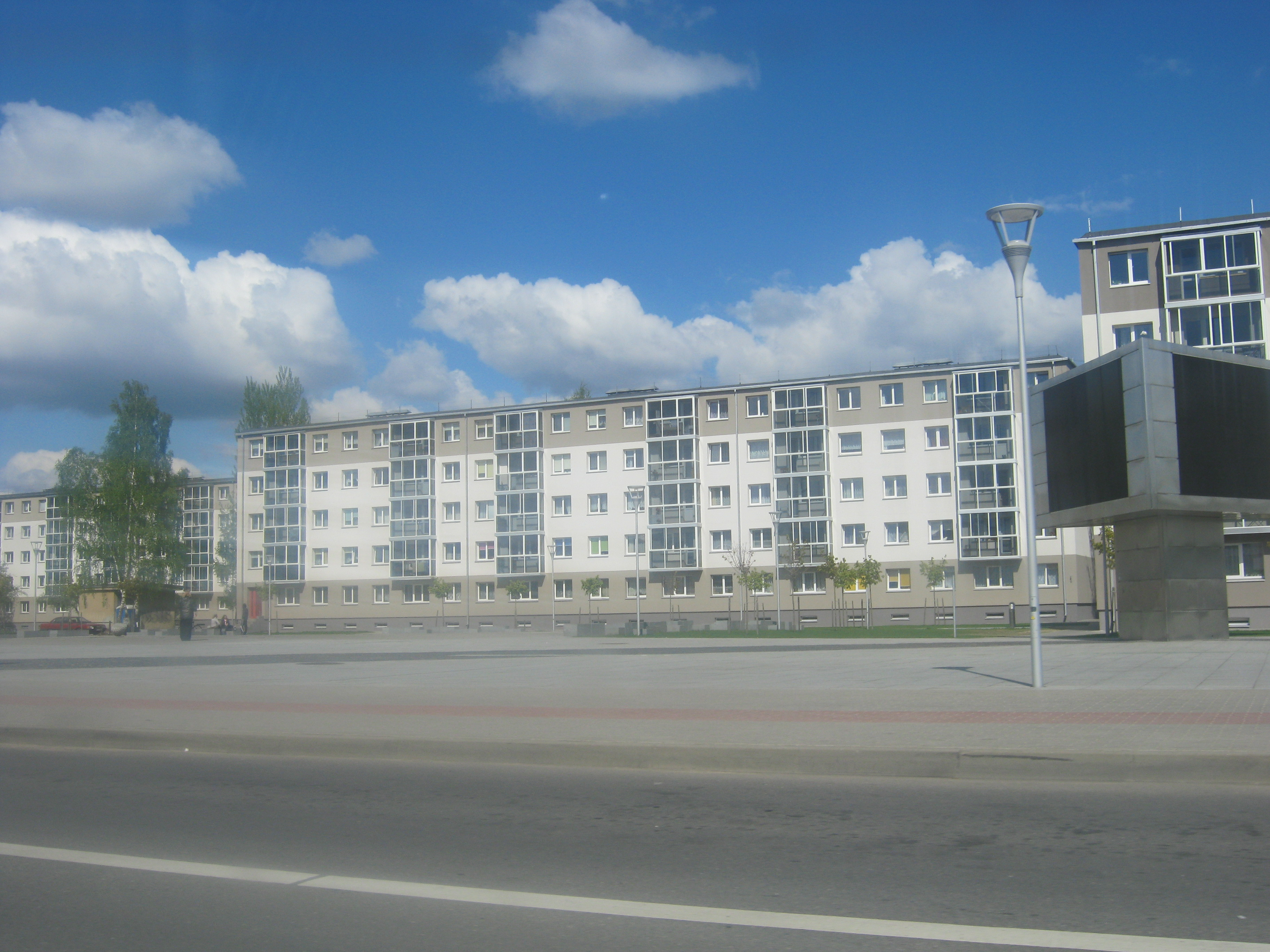